# Free Software Foundation
La Free Software Foundation (FSF) ("fundació pel programari lliure") és una iniciativa de Richard Stallman en defensa del programari lliure i en particular del Projecte GNU.
La FSF es va fundar a Boston, Massachusetts, Estats Units, on també té la seu.
Des de la seva fundació fins a la meitat dels anys 90 els fons de la FSF es van fer servir majoritàriament en ocupar programadors per escriure programari lliure. Atès que a partir de mitjans dels anys 90 i fins a l'actualitat una multitud de companyies i individus s'han dedicat a escriure programari lliure, els empleats i voluntaris de la FSF treballen en els aspectes legals i estructurals de la comunitat pel programari lliure. D'acord amb els seus objectius, la FSF pretén utilitzar només programari lliure als seus propis ordinadors.

## Tasca[calcitació]

### El projecte GNU
El propòsit original de la FSF era promoure els ideals del programari lliure però l'organització també es va encarregar de desenvolupar el sistema operatiu GNU.

### Fer complir la GPL
La FSF té els recursos i la voluntat de fer complir la llicència GPL i altres llicències GNU, però només pel programari del qual en disposi dels drets d'autor; el programari GPL que pertany a altres ha de ser defensat pels seus propietaris, perquè la FSF no té legitimitat jurídica per fer complir la llicència GPL pels altres, segons la llei dels Estats Units.
La FSF s'enfronta cada any a unes 50 violacions de la llicència GPL i sempre prova de fer complir la llicència a la part que la violi abans d'arribar als tribunals.

### Llicències GNU
La llicència GPL és la més utilitzada en projectes de programari lliure. La versió actual (versió 2) va ser publicada el 1991 però la FSF ja està treballant en la versió 3. Altres llicències creades per la FSF són la GNU Lesser General Public License (LGPL), la GNU Affero General Public License, (AGPL) i la GNU Free Documentation License (GFDL) en la que es basa la Viquipèdia.

### Guardià de copyrights
La FSF té la propietat dels copyrights de la majoria de programari GNU i d'alguns programes lliures no GNU. Requereixen aquesta assignació de copyrights de cada un dels contribuïdors al programari GNU per poder defensar el programari als jutjats si es produeix alguna disputa. També pel cas en què sigui necessari canviar la llicència d'aquest programari, per poder fer-ho sense haver de contactar totes les persones que hagin treballat en aquest programari.

### Premsa GNU
El departament de publicacions és el responsable de "publicar llibres assequibles sobre informàtica fent servir llicències lliurement distribuïbles"

### Free Software Directory
És un llistat de paquets de programari que han sigut verificats com a programari lliure. Cada paquet conté 47 peces d'informació com la pàgina web, els desenvolupadors, el llenguatge, etc. Els objectius són oferir un motor de cerca pel programari lliure i proveir una referència perquè els usuaris puguin comprovar si un paquet ha estat verificat com a programari lliure. La FSF ha rebut una petita aportació de fons de la UNESCO per aquest projecte. S'espera que el directori es pugui traduir a moltes llengües en el futur.

### Mantenir la definició de programari lliure
La FSF manté molts dels documents que defineixen el moviment pel programari lliure.

### Educació legal
La FSF celebra seminaris sobre els aspectes legals de fer servir la llicència GPL i ofereix un servei de consulta per a advocats.

### Allotjament de projectes
La FSF proveeix allotjament a projectes en el seu lloc web Savannah.

## Membres
El 25 de novembre de 2002 la FSF va llançar el programa FSF Associate Membership per a individus. En Març del 2005 tenien uns 3400 membres associats. El 5 de març del 2003 van llençar el programa Corporate Patron per a entitats comercials. En Abril del 2004 tenien 45 patrons corporatius.

## Organitzacions germanes
El 2001, la Free Software Foundation Europe va ser fundada a Alemanya per funcionar com a enllaç de les organitzacions de programari lliure a Europa. El 2003 la Free Software Foundation India va ser fundada a Kerala. El 2005 va ser anunciat que estaven en progrés d'iniciar la FSF per l'Amèrica Llatina.